# アンナ・マードック・マン
アンナ・マリア・マン（Anna Maria Mann, 1944年6月30日 - ）は、スコットランドのジャーナリスト、小説家である。1967年から1999年までルパート・マードックと結婚し、3子をもうけた。

## 生い立ち
アンナ・トーヴ（Anna Torv）は1944年にグラスゴーで生まれる。父のジェイコブはエストニア人の商船員、母のシルヴィアはスコットランド人のドライクリーニング屋である。両親はグラスゴーでドライクリーニング屋を営んだ後、オーストラリアに移住する。両親はシドニー郊外にピクニックパークを開いたが失敗し、その後は母は家族のもとを去った。彼女には2人の兄弟と1人の姉妹がいる。カトリックとして育てられた彼女はニューサウスウェールズ州パラマタのアワー・レディー・オブ・マーシー・カレッジに通った。

## キャリア
18歳の時にジャーナリストとなり、シドニー・デイリー・ミラーで働いた。またオーストラリアの『デイリー・テレグラフ』でもジャーナリストとして働いた。さらに後にニューズ・コーポレーションの取締役員も務めた。
彼女は本を3冊書いている。処女作『In Her Own Image』は、オーストラリアのニューサウスウェールズ州のマランビジー川近郊の大牧羊場で同じ男性と恋に落ちる2人姉妹についての物語である。

## 私生活
1967年から1999年まで実業家のルパート・マードックと結婚していた。2人は以下3子をもうけた:
- エリザベス・マードック（英語版） (1968年生)
- ラックラン・マードック（英語版） (1971年生)
- ジェームズ・マードック（英語版） (1972年生)

1999年に離婚した際には和解金17億ドル（1億1000万ドルの現金を含む）を受け取ったと報じられている。離婚から6か月後、金融業者のウィリアム・マンと再婚した。2人はかつて慈善家のヤスミン・アガ・カーンが所有していた邸宅に住んでいた。
1998年に大聖グレゴリウス勲章が授与された。
2017年に2番目の夫のウィリアムが亡くなった。2019年4月28日にアシュトン・デペイスターと再婚した。

## ビブリオグラフィ
- In Her Own Image (Morrow, 1986) ISBN 9780688058876
- Family Business (Morrow, 1988) ISBN 9780449145678
- Coming to Terms (1992)